# Janković Daruvarski
Janković-Daruvarski je bila hrvatska plemićka obitelj. 
Podrijetlom su iz Bosne. Neki izvori tvrde da je ugarskog podrijetla. Nosili su naslov grofova.

## Posjedi
Posjede je imala u Hrvatskoj (Križevačka, Požeška i Virovitička županija) i Ugarskoj.
Posjede je imala na sjeveru Hrvatske (Podbore - danas Daruvar, Siraču, Pakracu, Stražemanu) i u Mađarskoj, gdje im je bilo glavno imanje (Čepreg s pustom Tomas, gradcem Beösom, a ondje su još imali imanja te Gjulaves i Bük.
Njihov je veleposjed u Hrvatskoj na početku 20. st. bio jednim od najvećih u Hrvatskoj. Bio je na području Virovitice i Pakraca, površine oko 60.000 jutara, uglavnom šume.

## Povijest
Plemićki su status dobili 1588. godine, a dodijelio im ga je kralj Rudolf II. Habsburgovac Mihovilu (Mihajlu) (1551. – 1622.) i njegovoj braći, sinovima Jurja (Đure), za zasluge u borbama protiv Turaka. U borbama protiv Turaka kod Kaniže[Kanjiže?] (u današnjoj Srbiji) zarobljen je Mihovil. Oslobođen je pod uvjetom ako otiđe živjeti za stalno u Bosnu, obitelj je tako učinila, pa se je preselio u Zvornik. Za trojicu potomaka zna se da su bili članovi franjevačke Provincije Bosne Srebrene. Janković su u Bosni su živjeli sve dok u katoličkoj rekonkvisti nije oslobođena istočna Hrvatska i Ugarska. Poslije toga obitelj je preselila u Mađarsku, u Pečuh.
U Hrvatsku Jankovići dolaze potom u slavonske krajeve, a za prvog među njima smatra se krznar Bonaventura Janković koji se je 1695. doselio u Ugarsku, u Pečuh gdje je bio senatorom. Karlo VI. (III.) Habsburgovac 1722. godine potvrdio mu je plemstvo. Razlog je bio što se je izvorna povelja vremenom izgubila.
Sin Nikola brakom je ušao u svezu s obitelji Adamovića Čepinskih. Njegov je sin Antun oko 1765. stekao je posjede Sirač, Pakrac i Podborje (poslije Daruvar) gdje je postavio temelje obiteljskomu vlastelinstvu. Tad obitelj dobiva pridjevak Daruvarski. Postao je veliki župan požeške županije, prisjednik Stola sedmorice, 1772. naslov grofa. Ističe se još Nikolin brat Ivan (1731. – 1798.), časnik u ratu, lokalni i državni političar, saborski zastupnik i izaslanik Hrvatskoga sabora na zajedničkom saboru u Budimu. Brakovima je obitelj ušla u sveze s obiteljima Brnjaković, Pejačević i Festetić. Ivanov sin Izidor bio je kraljevski komornik, hrvatski zastupnik na saboru u Požunu, unaprjeditelj gospodarstva, organizator doseljavanja majstora iz njemačkih zemalja, Češke i Ugarske u opustjele krajeve u županiji. Bio je jedan od najbogatijih ljudi u Požeškoj županiji. Vremenom je obitelj došla i u posjed Stražemana i u Lipik. 1837. Daruvaru su priskrbili status trgovišta. Izidorov sin Julije bio je hrvatski političar. Premda unionist i član izaslanstva koja je sudjelovala u izradi po Hrvatsku jednog od najštetnijih hrvatskih međudržavnih ugovora, Hrvatsko-ugarske nagodbe, pokazao je domoljubno držanje, jer se zalagao za hrvatsku financijsku samostalnost, što konačni sadržaj Nagodbe nije imao zbog čega je i glasovao protiv nje (s I. Brlićem, L. Hellenbachom i J. Živkovićem - umjerenim unionistima ili "klubom manjine"), borio se za status Hrvatskog sabora da ne bude podređen Ugarskoj, jer je htio da kralj imenuje hrvatskog bana na preporuku Hrvatskoga sabora, a ne ugarskog ministra predsjednika. Kao unionist iskazivao je političku naivnost prema Mađarima, a ispravno je procijenio jugoslavizam kod Narodne stranke (s Ivanom Nepomukom III. Erdődyjem optužio ih je za to pred kraljem). Vjerovao da je realna unija s Ugarskom jamstvo ustavne neovisnosti Hrvatske prema Beču i da će Mađari priznati Hrvate kao politički narod. Podupirao je sjedinjenje hrvatskih zemalja koje su političkim igrama ostale izvan banske Hrvatske (Vojne krajine i Dalmacije). Julijeve kćeri Marija i Ana Elizabetu (Jelisavu) (1859. – 1926.) posvetile su se karitativnom radu. Ana Elizabeta je bila posljednja pripadnica obitelji.
Tematski je ova obitelj obrađena u Leksikonu podunavskih Hrvata – Bunjevaca i Šokaca.

## Grobnice
Obiteljska kapela podignuta je 1764., današnja crkva sv. Trojstva u Daruvaru. Jankovići Daruvarski su osim te kapele grobnice imali i u Pakracu, Stražemanu i Čapriegu: u Pakracu crkvi Uznesenja Blažene Djevice Marije, u Stražemanu u kapelicama sv. Jurja i sv. Mihaela u Stražemanu te u Ugarskoju u Čapriegu (mađ. Csepregu).

## Grb
Obiteljski grb činil su srebrni ždral s kamenom kuglom u podignutoj desnici. Ždral iz obiteljskog grba je u svezi s današnjim imenom Daruvara. Janković Daruvarski je promijenio Poborju ime u Daruvar (mađarski za Ždralov grad), prema Ždralovom dvorcu koji je počeo graditi 1771. godine. 1772. godine grb se izmijenio nakon što je Antun Janković Daruvarski dobio naslov grofa. Nova izmjena uslijedila je 1857. godine, kad su elementi grba obitelji Montbel uneseni u grb. Bilo je to prema supruzi Julija Jankovića Daruvarskoj Lujzi.

## Poznati predstavnici
- Bonaventura Janković, senator grada Pečuha[5]
- Antun Janković Daruvarski, veliki župan Požeške županije
- Julije Janković, politički značajnik, veliki župan Požeške županije
- Ivan Janković Daruvarski, požeški podžupan, kraljevski savjetnik[5]
- Izidor Janković Daruvarski, požeški zastupnik na Požunskom saboru, otac Julija Janković[5]
- Marija Janković Daruvarska udana pl. Adamović, dobročiniteljica, obiteljska povjesničarka, pomagačica Crkve[5]
- Ana Elizabeta Janković Daruvarska, književnica[5]

## Vanjske poveznice
- Teodora Shek Brnardić (2005): Antun Janković Daruvarski, Hrvatski biografski leksikon
- Stjepan Matković (2005): Julije Janković Daruvarski, Hrvatski biografski leksikon